# SNR G306.3-00.9
SNR G306.3-00.9, llamado también G306.3-0.9, es un resto de supernova que se localiza en la constelación de Centauro. Fue descubierto por el observatorio espacial Swift en 2011.

## Morfología
Las primeras observaciones llevadas a cabo con el observatorio de rayos X Chandra revelaron que SNR G306.3-00.9 tiene una morfología distorsionada, más brillante hacia el suroeste. La fuerte emisión de radio y rayos X de dicha zona sugiere bien que existe interacción con una nube interestelar o bien que es la consecuencia de una explosión de supernova asimétrica.
El espectro de rayos X de SNR G306.3-00.9 presenta líneas de emisión de átomos muy ionizados de magnesio, silicio, azufre y argón, y sugiere que es el resto de una supernova de tipo Ia.
Dicho espectro puede ser descrito por un plasma de ionización no en equilibrio con una temperatura por debajo de 1 keV.
En imágenes de infrarrojo a 24 μm, la morfología de los granos de polvo impactados por la onda de choque tiene forma de concha, coincidente con la distribución observada en rayos X duros. A 70 μm la emisión de polvo se concentra en el sur, con muy poco polvo en el noroeste.

## Edad y distancia
La edad de SNR G306.3-00.9 no es bien conocida. Inicialmente se estimó que podía tener una edad aproximada de 2500 años —un resto de supernova muy joven— considerando que estaba a 8000 pársecs de distancia.
Un estudio posterior, que compara la columna de absorción de rayos X con la distribución de H I descompuesta a lo largo de la línea de visión, le adjudica una distancia en torno a 20 000 pársecs, por lo que su edad puede ser de 6000 años y evolutivamente estaría en la fase Sedov tardía. Conforme a ello, la localización más probable de SNR G306.3-00.9 es en la extensión exterior del brazo de Perseo.
No obstante, de acuerdo a otros modelos, su edad podría ser considerablemente mayor, 12 800 (+2500, −2500) años.